# Sommerfuglekvinden
|  | Denne artikel er oprettet af botten PalnaBot ud fra en ekstern database. Den kan derfor have sproglige fejl eller mangler. Denne skabelon kan fjernes efter kontrol af indholdet. |

Sommerfuglekvinden er en kortfilm fra 2005 instrueret af Signe Søby Bech efter manuskript af Signe Søby Bech.

## Handling
Elisabeth, en midaldrende tv-journalist, drager til Sejerø, for at lave et portræt af Malene, en ung succesrig kunstner. Elisabeth forstår ikke Malenes livsopfattelse, men bliver undervejs provokeret til at sætte spørgsmålstegn ved dele af sit eget liv. Filmen er et moderne kammerspil om kvinder og den livsvisdom, som ikke kan tælles i år.